# Drillia
Drillia Gray, 1838 è un genere di mollusco gasteropode della sottoclasse Caenogastropoda appartenente alla famiglia Drilliidae.

## Descrizione
Questo genere ha il guscio di forma turricolata, con nervature longitudinali e striature generalmente rotanti; ultima spirale di solito corta; guglia elevata; columella con un callo posteriore; labbro esterno spesso, ma non varicoso, né dentato all'interno, flessuoso, con un seno posteriore ben marcato vicino, ma che non raggiunge,la sutura e una costrizione o sinuosità anteriore. Il canale sifonico è corto, curvo e solitamente stretto. Ha tentacoli che si avvicinano alla base e occhi vicino alle estremità. Di solito di colore uniforme da biancastro a beige, può avere una fascia ininterrotta di colore più scuro.
Radula caratteristica del genere e della famiglia, con 5 denti per fila, composta da un dente centrale unicuspide, denti laterali posti a mezzaluna, a forma di pettine e denti marginali allungati, solidi, a forma di punteruolo.

## Distribuzione e habitat
Distribuita principalmente nelle acque tropicali, sia dell'Oceano Atlantico che della regione biogeografica oceanica dell'Indo-Pacifico.
Specie fossili ritrovate appartenenti al Cretaceo negli Stati Uniti d'America e al Miocene in Europa.

## Tassonomia
Il genere contiene 71 specie riconosciute:
- Drillia acapulcana (H. N. Lowe, 1935)
- Drillia aerope (Dall, 1919)
- Drillia albicostata (G. B. Sowerby I, 1834)
- Drillia albomaculata (C. B. Adams, 1845)
- Drillia alcyonea Melvill & Standen, 1901
- Drillia altispira Sysoev, 1996
- Drillia angolensis Odhner, 1923
- Drillia annielonae Nolf & Verstraeten, 2007
- Drillia armilla Barnard, 1958
- Drillia asra Thiele, 1925
- Drillia audax Melvill & Standen, 1903
- Drillia ballista Maltzan, 1883
- Drillia barkliensis H. Adams, 1869
- Drillia bruchia Barnard, 1958
- Drillia bruuni Knudsen, 1952
- Drillia caffra (E. A. Smith, 1882)
- Drillia capta E. A. Smith, 1899
- Drillia captiva E. A. Smith, 1899
- Drillia cecchii Jousseaume, 1891
- Drillia clionellaeformis (Weinkauff & Kobelt, 1875)
- Drillia collina Barnard, 1958
- Drillia connelli Kilburn, 1988
- Drillia cunninghamae McLean & Poorman, 1971
- Drillia cuyoensis Bozzetti, 2020
- Drillia dakarensis Knudsen, 1956
- Drillia diasi Barnard, 1958
- Drillia dovyalis Barnard, 1969
- Drillia dunkeri (Weinkauff, 1876)
- Drillia enna (Dall, 1918)
- Drillia erepta Barnard, 1969
- Drillia euphanes Melvill, 1923
- Drillia ghyooti Nolf, 2008
- Drillia gibberulus (Hervier, 1896)
- Drillia havanensis (Dall, 1881)
- Drillia idalinae Bernard & Nicolay, 1984
- Drillia inchoata (Sturany, 1900)
- Drillia indra Thiele, 1925
- Drillia inornata McLean & Poorman, 1971
- Drillia investigatoris E. A. Smith, 1899
- Drillia katiae Nolf, 2006
- Drillia knudseni Tippett, 2006
- Drillia kophameli Strebel, 1905
- Drillia latisulcus Barnard, 1958
- Drillia lea Thiele, 1925
- Drillia levanderi Sturany, 1905
- Drillia lignaria (G. B. Sowerby III, 1903)
- Drillia macleani J. K. Tucker, 1992
- Drillia maculomarginata Kilburn & Stahlschmidt, 2012
- Drillia meridiana Perugia & Prelle, 2012
- Drillia monodi Knudsen, 1952
- Drillia oleacina (Dall, 1881)
- Drillia oliverai Kilburn & Stahlschmidt, 2012
- Drillia orientalis Thiele, 1925
- Drillia patriciae Bernard & Nicolay, 1984
- Drillia poecila Sysoev & Bouchet, 2001
- Drillia pselia Barnard, 1958
- Drillia pyramidata (Kiener, 1840)
- Drillia recordata (Sykes, 1905)
- Drillia regia (Habe & Murakami, 1970)
- Drillia rosacea (Reeve, 1845)
- Drillia roseola (Hertlein & A. M. Strong, 1955)
- Drillia rosolina (Marrat, 1877)
- Drillia sacra (Reeve, 1845)
- Drillia siebenrocki (Sturany, 1900)
- Drillia sinuosa (Montagu, 1803)
- Drillia spirostachys Kilburn, 1988
- Drillia suxdorfi Strebel, 1905
- Drillia tholos Barnard, 1958
- Drillia tumida McLean & Poorman, 1971
- Drillia umbilicata Gray, 1838
- Drillia valida McLean & Poorman, 1971

## Alcune specie

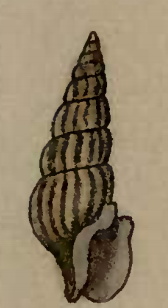
Drillia albicostata
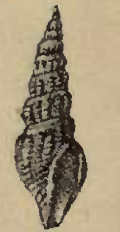
Drillia ballista
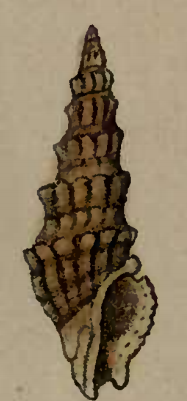
Drillia barkliensis
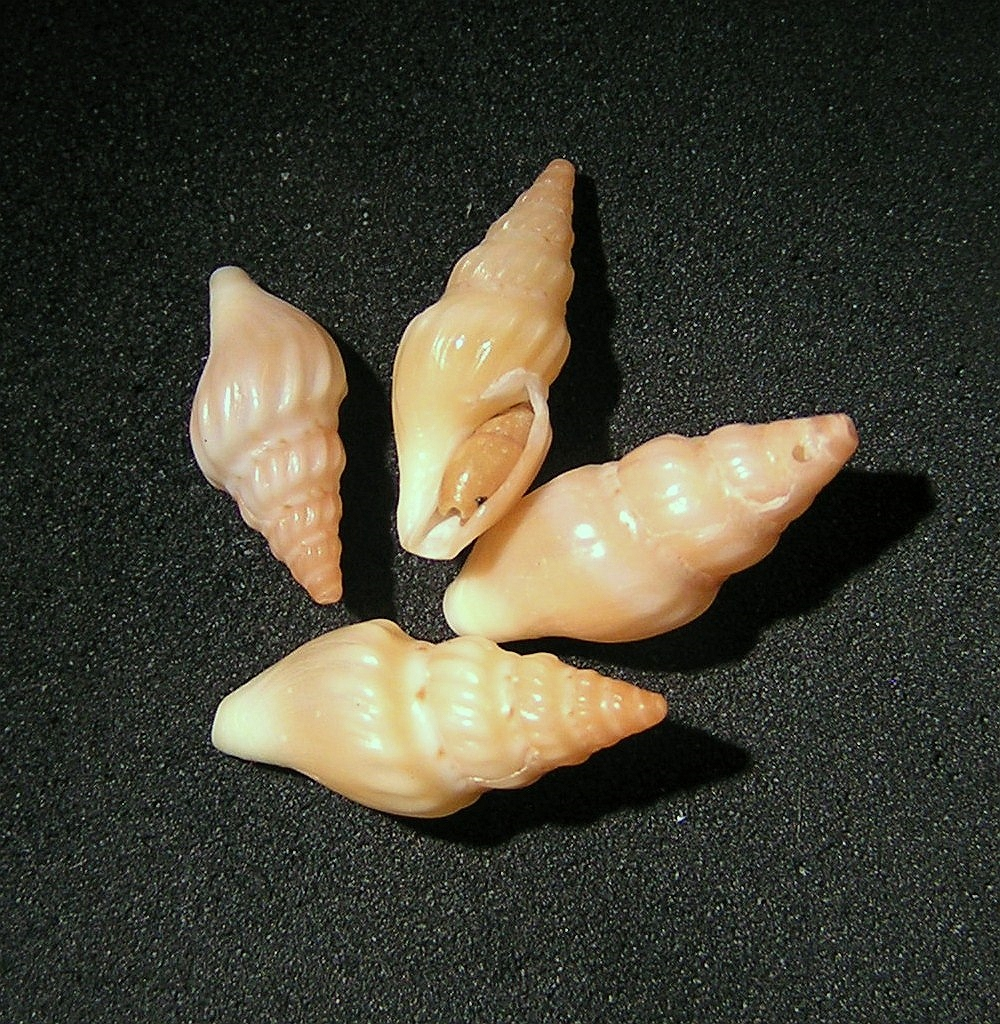
Drillia caffra
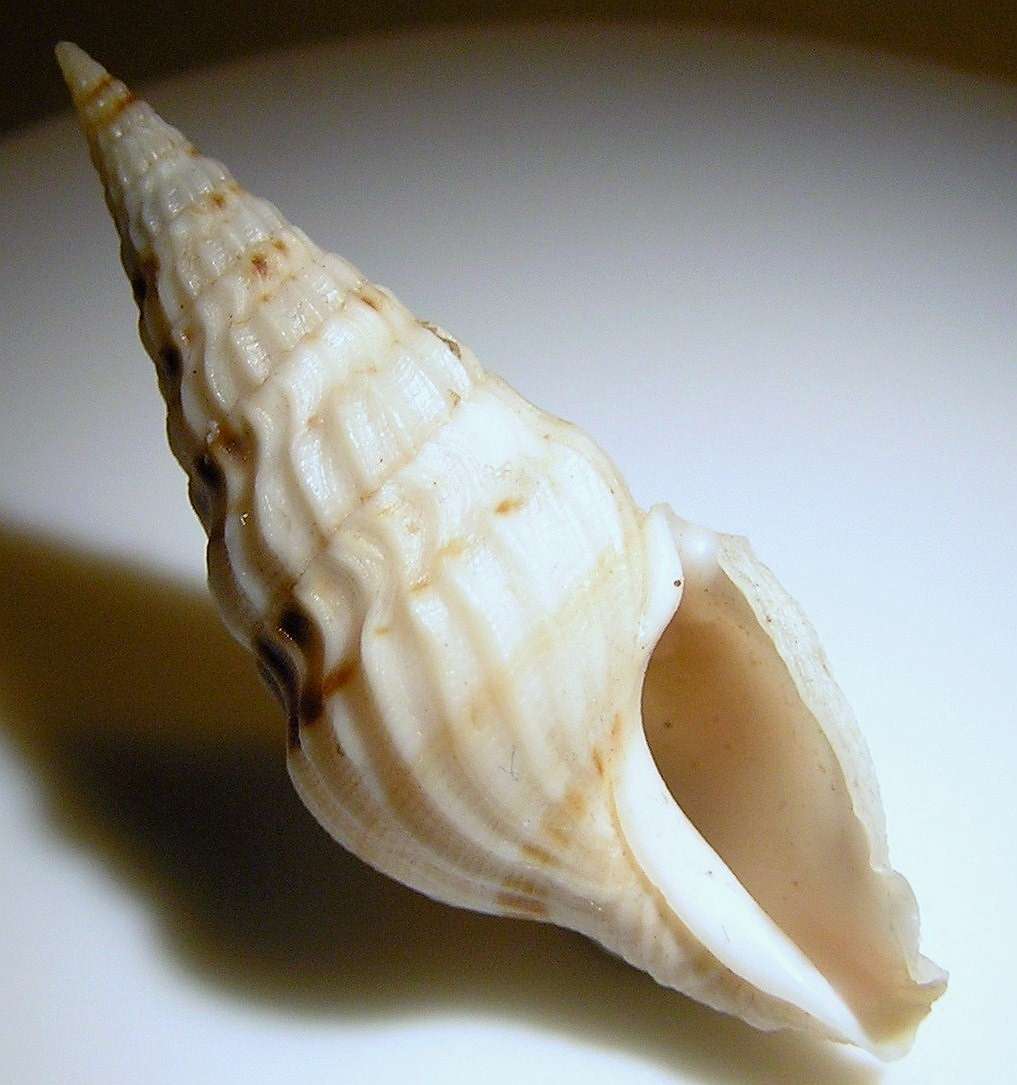
Drillia poecila
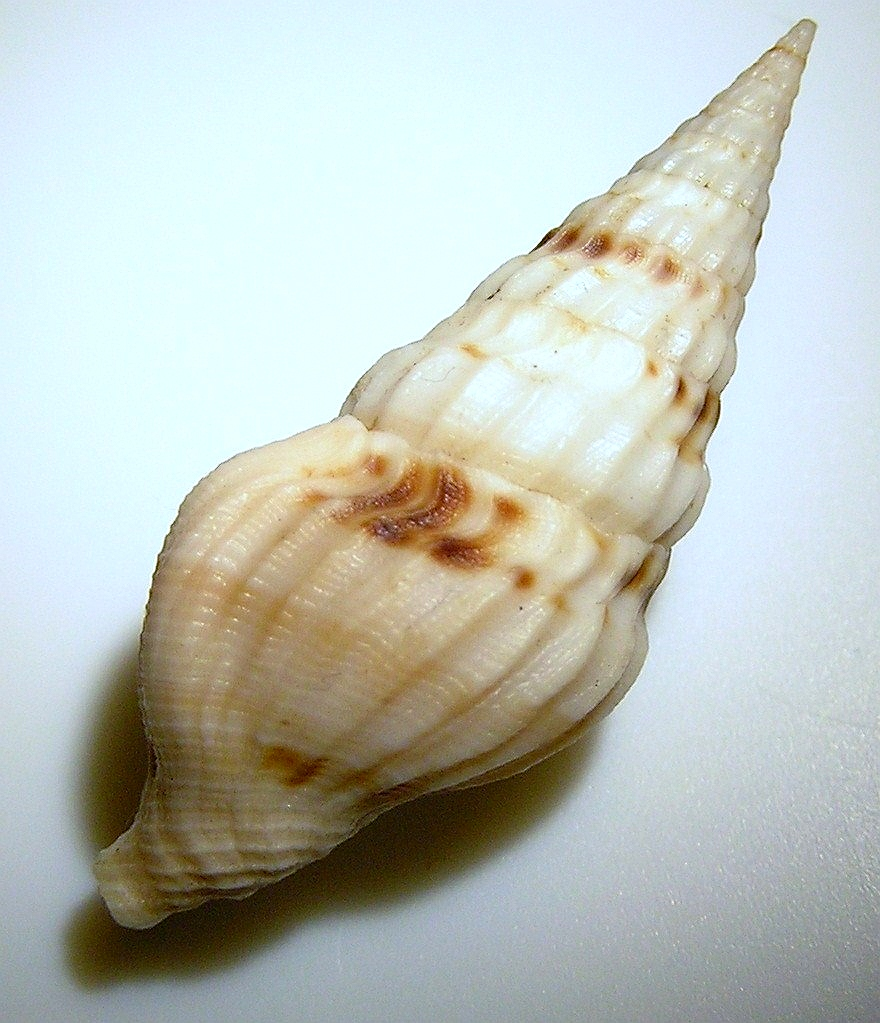
Drillia poecila